# Милорад Панић Суреп
Милорад Панић Суреп (Глоговац, Богатић, 27. јануар 1912 – Београд, 22. април 1968) био је српски песник, политичар, публициста, антологичар и новинар.
Панић је био дугогодишњи директор Народне библиотеке Србије и његовим залагањем је подигнута тренутна зграда НБС, као и основано Археографско одељење и Конзваторска лабораторија. Обављао је функцију министра културе.
Део његове приватне библиотеке налази се у склопу Удружења за културу, уметност и међународну сарадњу „Адлигат”.

## Биографија
Милорад Панић, песник и истакнути културни посленик, рођен је у Глоговцу, у Мачви, 27. јануара 1912. године. Гимназију је завршио у Шапцу, а филозофски факултет у Београду. По дипломирању, запослио се у „Политици”, где се посветио писању репортажа са социјалном проблематиком. На почетку немачке окупације био је уз новинаре који су се залагали за борбу против окупатора, па је ухапшен и спроведен у логор на Бањици. Пустили су га уз писмену гаранцију неколико угледних грађана, међу којима је био и принц Ђорђе Карађорђевић.
После рата био је уредник Танјуга, први секретар Удружење књижевника Народне Републике Србије, оснивач Завода за заштиту и научно проучавање споменика културе Србије. У јуну 1956. године постављен је за првог секретара Савета за културу Србије (републички министра културе) и на тој функцији остао три године. Био је један од иницијатора оснивања Модерне галерије (данашњи Музеј савремене уметности). Као директор Завода за заштиту и научно проучавање споменика културе Србије покренуо је иницијативу да се уради први пописи наших старих градова, манастира, цркава, ризница, икона, рукописних књига и других вредности.
Суреп је био и управник Народне библиотеке Србије . Његовим доласком на чело ове установе почела је изградња нове зграде Библиотеке, која је била уништена током немачког бомбардовања Београда у априлу 1941. године.
Објавио је више песничких збирки („Ветар звижди“, „Просто“, „Ти долазиш“, „Лирика“ и других), антологија, летописа, есеја и полемика из историје уметности и историје културе. Добитник је више награда од којих су најзначајније „Октобарска награда Града Београда“ и „Вукова награда“.
Умро је 22. априла 1968. године у Београду и сахрањен је у Алеји народних хероја на Новом гробљу.
По њему је названа Награда „Милорад Панић-Суреп“.
Део његове приватне библиотеке налази се у склопу Удружења за културу, уметност и међународну сарадњу „Адлигат”.

## Дела
- Ветар звижди
- Просто
- Ти долазиш
- Жито
- Ада
- Светлост земаљска
- Лирика
- Филип Вишњић - Живот и дело[5]
- Кад су живи завидели мртвима[6]